# Siedlung Berkersheimer Weg

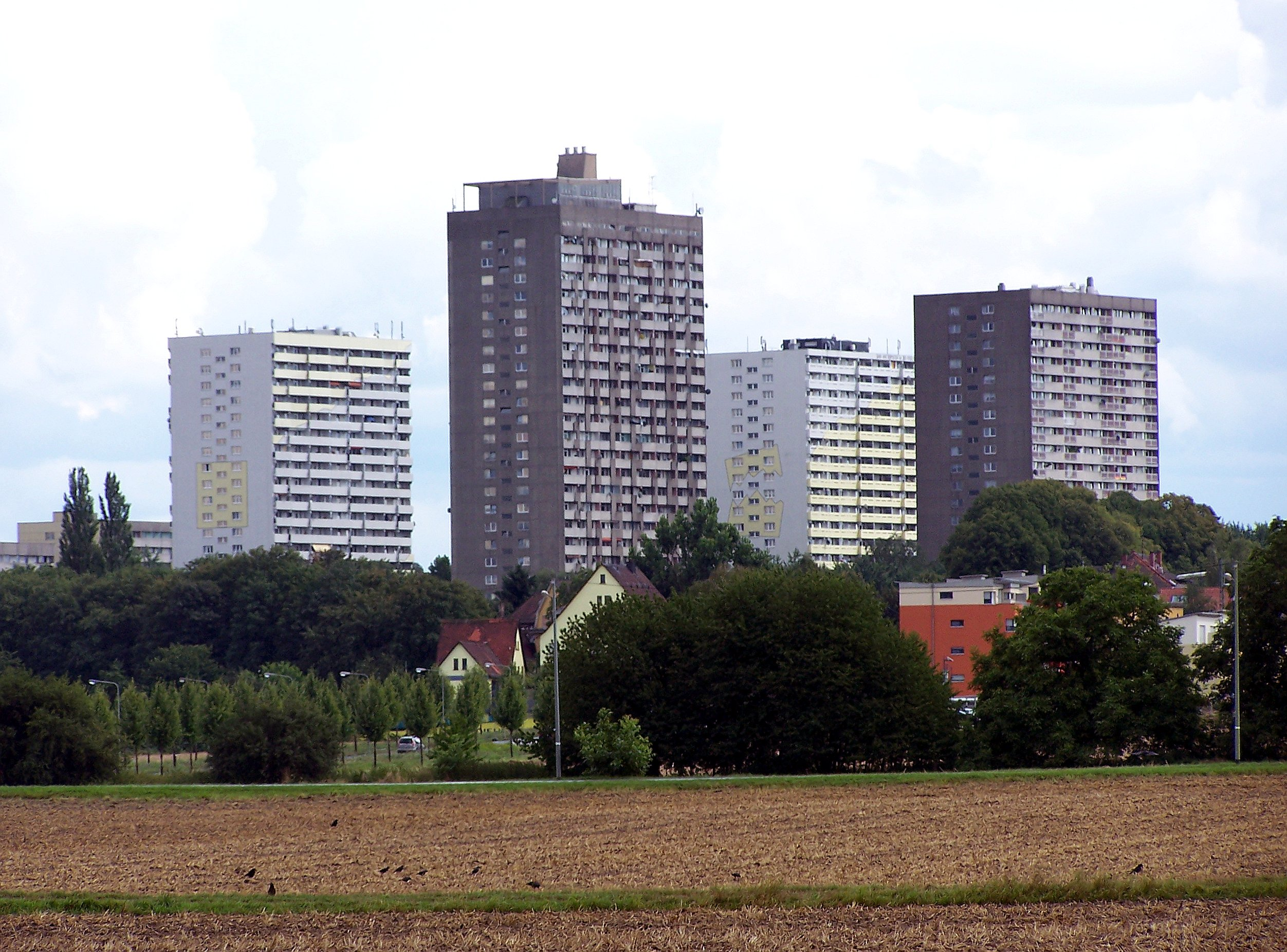
Siedlung Berkersheimer Weg von Norden

Die Siedlung Berkersheimer Weg befindet sich im Frankfurter Stadtteil Frankfurter Berg und wird begrenzt durch die Homburger Landstraße im Westen, die Main-Weser-Bahn im Norden, den Berkersheimer Weg im Süden und die Wiesenlandschaft des Niddatals im Osten. Der westlich der Homburger Landstraße bebaute Bereich wird als Siedlung Frankfurter Berg bezeichnet.

## Entstehung und Entwicklung

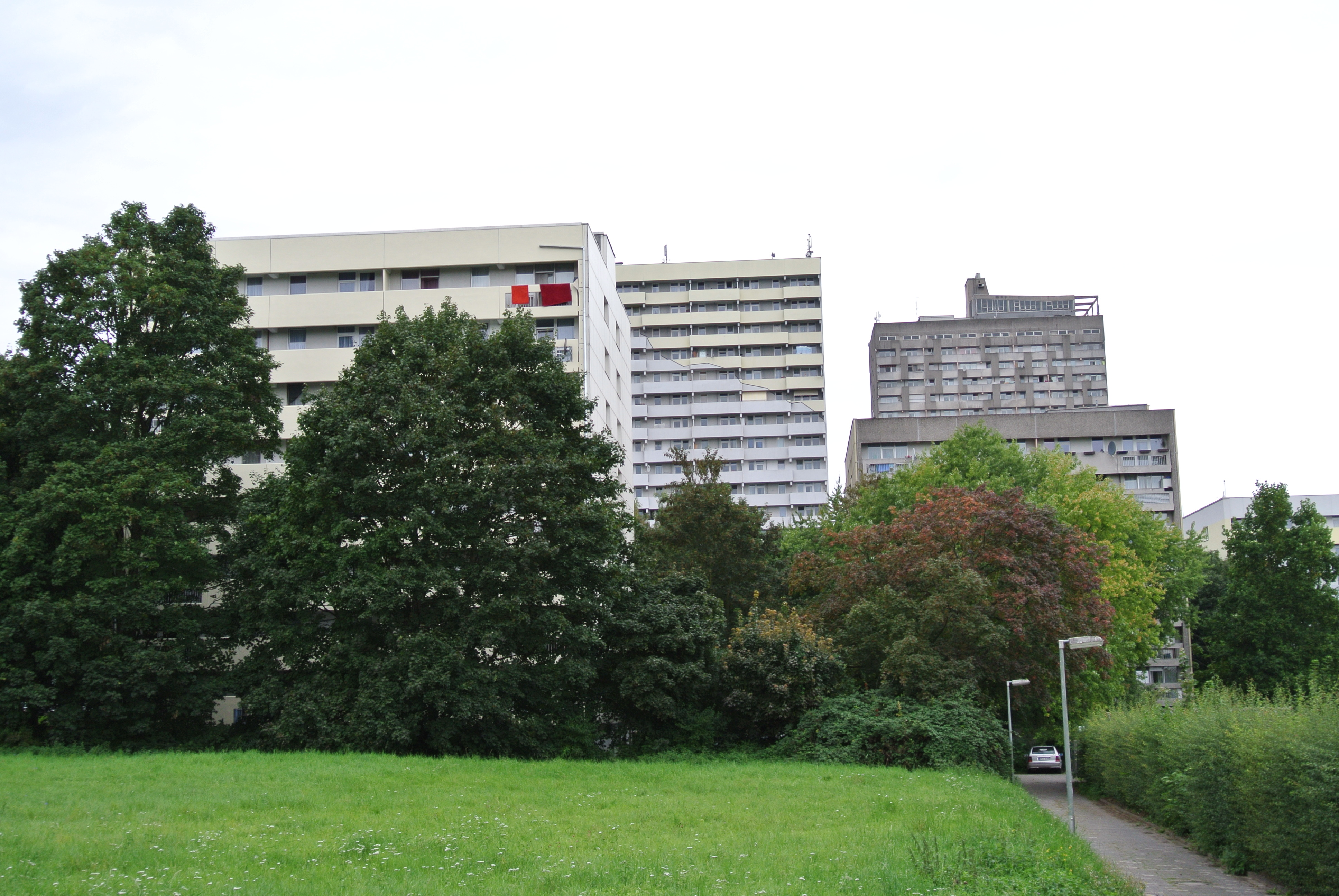
Siedlung Berkersheimer Weg von Osten

Die Siedlung Berkersheimer Weg entstand von 1967 bis 1971 im Anschluss an die Wohngebiete des Frankfurter Bergs. Sie besteht aus in die Höhe gestaffelten Hochhausgruppen mit bis zu 25 Geschossen. Die städtebauliche Konzeption folgt dem damaligen Leitbild „Urbanität durch Dichte“. Die Gemeinnützige Wohnungs- und Siedlungsbaugesellschaft schuf insgesamt 980 Wohnungen überwiegend mit Mitteln des sozialen Wohnungsbaus. Sämtliche Wohnungen befinden sich in Hochhäusern mit Ausnahme von zwanzig Einfamilienhäusern.
Die Siedlung gliedert sich in einen westlichen Bereich, der über die Julius-Brecht-Straße erschlossen ist und mit neun Wohntürmen bebaut ist und einen östlichen Bereich, der über die Heinrich-Plett-Straße angebunden ist und mit zwei achtgeschossigen Gebäuden und den Einfamilienreihenhäusern bebaut ist. Dazwischen befinden sich eine Kita und ein Spielplatz. Im westlichen Gebiet dominieren vier Hochhäuser, die 17, 19, 19 und 25 Geschosse hoch sind. Darum gruppieren sich im Nordosten fünf achtgeschossige Gebäude. Alle Hochhäuser bzw. deren Wohnungen sind nach Westen bzw. Osten ausgerichtet. Die Gebäude wurden aus Betonfertigteilen hergestellt, deren Oberflächengestaltung teils aus Waschbeton besteht. Einige Gebäude wurden zwischenzeitlich renoviert.
Pkw-Stellplätze sind in einem Parkhaus und auf einem Parkplatz vorhanden. Eine kleine Ladenpassage mit verschiedenen Geschäften dient der Versorgung mit Waren des täglichen Bedarfs. Grünflächen umgeben die Bebauung. Es leben etwa 2000 Personen in den Hochhäusern (Stand 2008).

## Verkehrsanbindung
Die Siedlung Berkersheimer Weg ist über den Bahnhof Frankfurt-Frankfurter Berg an das S-Bahn-Netz und über mehrere Buslinien an das übrige Netz des öffentlichen Personennahverkehrs angebunden. Über die Homburger Landstraße erreicht man nach rund einem Kilometer die Anschlussstelle Eckenheim zur Bundesautobahn 661.